# Hugh Alessandroni
Hugh Vincenzo Alessandroni (New York, 1908. január 15. – Little Silver, New Jersey, 1989. március 31.) olimpiai bronzérmes amerikai tőrvívó.